# Campeonato Rondoniense de Futebol de 2000
O Campeonato Rondoniense de Futebol de 2000 foi a 59.ª edição e décima profissional do Campeonato Rondoniense de Futebol.

## Participantes
Participaram do Campeonato Estadual de Rondoniense em 2000, as seguintes agremiações:
- Ajax Futebol Clube, de Vilhena
- Ariquemes Futebol Clube, de Ariquemes
- Associação Pinheiros Futebol Clube, de Rolim de Moura
- Cruzeiro Esporte Clube, de Porto Velho
- Grêmio Recreativo e Esportivo, de Espigão do Oeste
- Guajará Esporte Clube, de Guajará-Mirim
- Porto Velho Futebol Clube, de Porto Velho
- Sport Club Genus Rondoniense, de Porto Velho
- Sport Clube Shallon, de Porto Velho
- Sociedade Esportiva União Cacoalense, de Cacoal
- Vilhena Esporte Clube, de Vilhena

## Premiação
| Campeonato Rondoniense de 2000 |
| ------------------------------ |
| GUAJARÁ Campeão (2º título)    |